# Patrice Luzi
Patrice Luzi (født 8. juli 1980 i Ajaccio, Frankrig) er en fransk tidligere fodboldspiller (målmand).
Luzi startede sin karriere i hjemlandet, hvor han i år 2000 vandt det franske mesterskab med AS Monaco. Han var dog reservemålmand for førstevalget Fabien Barthez, og var kun på banen i en enkelt ligakamp i løbet af sæsonen.
Senere var Luzi også reservemålmand hos henholdsvis AC Ajaccio i sin fødeby samt for engelske Liverpool, inden han opnåede mere spilletid i belgisk fodbold, hvor han spillet ét år for både Mouscron og Charleroi. Med førstnævnte var han i 2006 med til at nå den belgiske pokalfinale, der dog blev tabt til Zulte Waregem.

## Titler
Ligue 1
- 2000 med AS Monaco